# South Bolton
Pour les articles homonymes, voir Bolton.
South Bolton (parfois nommé Bolton-Sud) est un hameau ou village compris dans le territoire de la municipalité de Bolton-Est dans Memphrémagog au Québec (Canada). Situé dans la vallée de la rivière Missiquoi Nord au sud de Bolton Centre et à l'issue de la passe de Bolton, le hameau prospère d'abord grâce à sa fonction de relais routier.

## Toponymie
Le hameau doit son nom à sa position méridionale dans le canton de Bolton, lui-même nommé d'après Harry Powlett, 6e duc de Bolton. La carte de Gale et Duberger de 1795 identifie déjà le toponyme, qui sera officialisé en 1797.
Le hameau porte originellement le nom de Rexford's Corner, en référence à Orrin Rexford, un marchand et colonel retraité de l'armée britannique.

## Géographie
Le village est situé dans la vallée de la rivière Missisquoi Nord, à l'est des monts Sutton. La passe de Bolton permet de relier Knowlton depuis South Bolton à travers la chaîne de montagnes.

## Histoire
En 1815, Brook Davis est le premier colon à s'installer à South Bolton, mais n'y reste que pour une courte période de temps. Nathan Hanson arrive en 1816 dans les environs avec le but de devenir agriculteur. Néanmoins, il ouvre en 1818 un public house afin de restaurer les passants voyageant à pied ou à dos de cheval à travers la passe de Bolton, à l'époque encore impraticable en voiture. Richard Holland est aussi un l'un des premiers à s'établir de façon permanente à South Bolton, opérant un service de traversier sur le lac Memphrémagog ainsi que des moulins à farine et à carder sur la rivière Missisquoi Nord. Holland est en outre l'un des plus importants voyers du canton de Bolton à ses débuts.
L'ouverture de chemin favorise l'établissement d'une population permanente. Des efforts sont faits en 1826 afin d'améliorer le Old Magog Road (« vieux chemin de Magog »), reliant via la passe de Bolton et le lac Memphrémagog Montréal à Stanstead, plaque tournante des diligences au début du XIXe siècle. Un service hivernal régulier de diligence avait été inauguré en 1824; le service estival bihebdomadaire est mis en place 10 ans plus tard, grâce à des subventions gouvernementales afin de favoriser le passage des chariots.
La première école est ouverte en 1827 sur un terrain cédé cinq ans plus tôt par le colonel Orrin Rexford. Rexford ouvre un magasin général en 1864 et le village qui se forme progressivement est connu sous le nom de Rexford's Corner.
Un bureau de poste est mis en service en 1852. John McMannis est le premier maître des postes.
Malgré une faible population de foi épiscopalienne, une église anglicane dédiée à la sainte Trinité est construite en 1860 ― non sans heurts avec membres des autres communautés protestantes, qui sont nettement majoritaires à l'époque. 

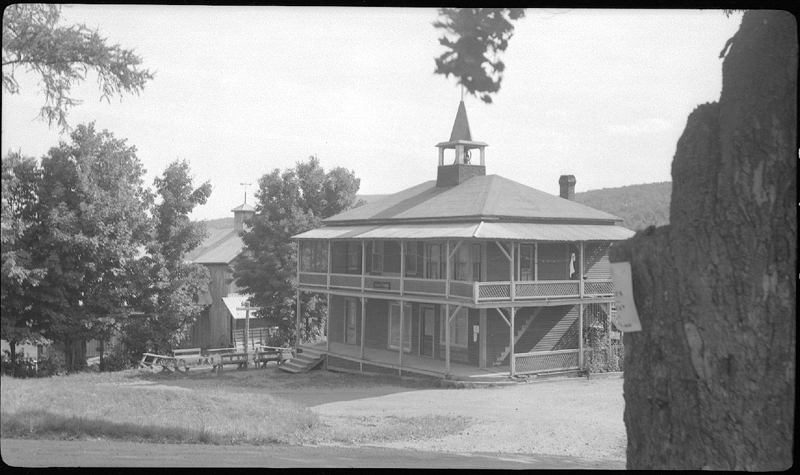
Avant la construction de l'église Saint-Thomas-Apôtre, les messes catholiques sont célébrées dans une maison surmontée d'un clocher.

Au milieu du XXe siècle, le lieu est desservi par trois églises : l'église Holy Trinity, une église pentecôtiste, Bethel Life Centre, construite en 1952, et une église catholique, Saint-Thomas-Apôtre construite en 1959,,,. L'église Saint-Thomas-Apôtre remplace une chapelle temporaire installée dans une maison. 

## Services

### Transports
Le village est situé au carrefour de deux routes régionales : la route 243, qui relie depuis la frontière canado-américaine, au passage frontalier de North Troy et Highwater (en),  Knowlton et Mansonville via la passe de Bolton, et la route 245 qui longe la rivière Missisquoi Nord vers Bolton Centre.

### Loisirs, culture et vie communautaire
Des trois églises ayant desservi la communauté, seule l'église Bethel est encore en activité.